# 施拉弗特

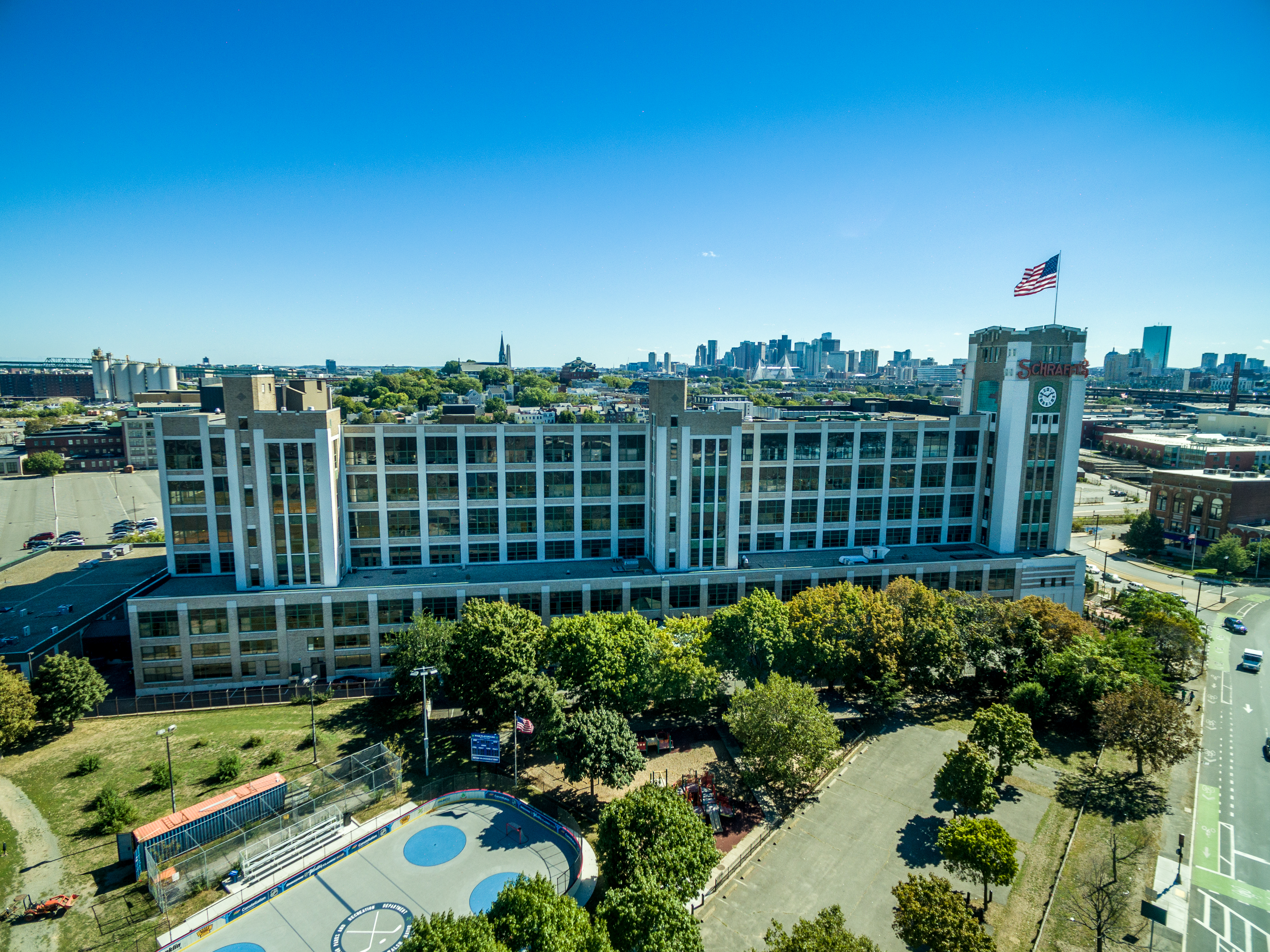
施拉弗特（Shrafft's）大楼（2016年9月）

施拉弗特（英語：Schrafft's）是马萨诸塞州的糖果、巧克力和蛋糕公司，坐落于查爾斯頓沙利文广场。大楼著名的Schrafft's霓虹灯在夜晚十分鲜艳，钟楼在整点时敲钟，是波士顿地标之一。工厂始建于1928年，后来被重新规划用作其他商业用途。50年代至60年代，施拉弗特公司将其业务拓展到新英格兰至佛罗里达沿岸连锁斯拉夫特餐馆和汽车旅馆。

## 历史
威廉·弗雷德里克·施拉弗特于1861年在波士顿创立施拉弗特公司。弗兰克·沙图克于1898年接管公司，将公司业务拓展至餐厅。1915年时，公司在波士顿、纽约曼哈顿、布鲁克林和雪城均有商店。1923年分店数量增加到22家，1934年增加至42家，1968年有55家分店。
1959年，施拉弗特在CBS电视台赞助了《綠野仙蹤》的转播，在此之前仅在1956年在电视上放映一次。 
1967年PET牛奶公司买下施拉弗特，将公司的冰淇淋业务、餐饮蛋糕业务和糖果业务分拆为三个独立公司。后来，只有冰淇淋业务存活了下来，并被LeSauvage家族收购。位于拉斯维加斯的纽约-纽约酒店和赌场施拉弗特冰淇淋店。
1968年，为了扩大他们的客户群，施拉夫特委托安迪·沃荷，创作了长达60秒的电视广告。
公司位于波士顿的糖果厂位于查尔斯顿镇主街529号，后来重新规划为商业办公楼。大楼被称为施拉弗特中心，由弗拉特利公司拥有。